# 금전송속
금전송속(金錢松屬)은 소나무과의 속이다. 현존하는 유일한 종인 금전송(P. amabilis) 및 몇몇 멸종한 종으로 이루어져 있다. 현존하는 종이 하나뿐이기 때문에 단형 속으로 여겨진다.

## 하위 종
현존
- 금전송(P. amabilis (J.Nelson) Rehder)

멸종
- †P. arnoldii Gooch[1]
- †P. erensis  Krassilov[2]
- †P. wehrii Gooch[1]

과거에 금전송속으로 분류되었던 종
- P. kaempferi (Lamb.) Gordon → 잎갈나무속 일본잎갈나무(Larix kaempferi (Lamb.) Carrière)